# Волнат (Калифорнија)
Волнат (енгл. Walnut) град је у америчкој савезној држави Калифорнија. По попису становништва из 2010. у њему је живело 29.172 становника.

## Демографија
Према попису становништва из 2010. у граду је живело 29.172 становника, што је 832 (2,8%) становника мање него 2000. године.
| Група             | 2000.          | 2010.          |
| Белци             | 5.463 (18,2%)  | 3.645 (12,5%)  |
| Афроамериканци    | 1.259 (4,2%)   | 824 (2,8%)     |
| Азијати           | 16.728 (55,8%) | 18.567 (63,6%) |
| Хиспаноамериканци | 5.803 (19,3%)  | 5.575 (19,1%)  |
| Укупно            | 30.004         | 29.172         |